# Sebastian Bleisch
Sebastian Bleisch, de son vrai nom Norbert Bleisch, né le 10 juin 1957 à Schwerin, est un écrivain et réalisateur allemand. Originaire d'Allemagne de l'Est, il se fait connaître au début des années 1990 en tant qu'auteur de plusieurs romans à succès et en tant que réalisateur de films pornographiques montrant de jeunes hommes. À la fin des années 1990, il est condamné à deux ans de prison ferme pour sollicitation sexuelle de mineurs à l'occasion des tournages de ses films.
Depuis les années 2000, il publie, sous le nom de Norbert Leithold, de nouveaux romans ainsi que des ouvrages d'histoire et de vulgarisation historique.

## Biographie

### Premiers romans et films pornographiques
Norbert Leithold est né sous le nom de Norbert Bleisch à Schwerin en 1957. Après une formation de plâtrier, il travaille au théâtre et entreprend des études d'histoire. Au milieu années 1980, il mène des recherches en tant qu'historien sur les maisons Lebensborn sous le Troisième Reich.  Il publie son premier roman en 1988 sous le titre Loss of Control de Hinstorff Verlag. Cela lui vaut une nomination pour le Prix littéraire Aspekte en 1989. Un autre roman, Lord Müll, est publié par Hinstorff après la réunification .  Pour son troisième ouvrage, Viertes Deutschland , publié aux éditions Suhrkamp Verlag, Norbert Bleisch reçoit le prix Alfred Döblin, offert par Günter Grass, en 1991. 
En 1990, Norbert Bleisch conçoit une performance vidéo pour l'ouverture du premier festival du film à Schwerin. Il commence ensuite à traiter les thèmes de la sexualité et réalise des films pornographiques. En 1991, il rédige son « manifeste pornographique » à Beate Uhse. Au Concours Bachmann de Klagenfurt, il présente Baldzoweit, qu'il décrit lui-même comme un "clip vidéo pornographique en mots".  Dans les années suivantes, il travaille comme producteur et réalisateur de films pornographiques sous le pseudonyme de Sebastian Bleisch.

### Condamnation
La carrière cinématographique de Bleisch s'arrête brutalement le 16 septembre 1996, lorsqu'il est arrêté pendant le tournage d'un film sur cinq garçons se livrant à des relations intimes dans un hangar de Ludwigslust. Certains des parents des mannequins employés par Bleisch étaient devenus méfiants à l'égard des activités de leurs fils avec le réalisateur et la police avait ouvert une enquête criminelle. Le 20 mai 1997, Sebastian Bleisch est condamné à deux ans et demi de détention par le tribunal régional de Schwerin pour avoir utilisé des adolescents de moins de 16 ans dans la soixantaine de films pornographiques qu'il avait réalisés depuis 1990. Il s'est toutefois soustrait à la condamnation pour des motifs plus graves, après que la défense eut démontré que les garçons s'étaient adressés à Bleisch de leur plein gré et qu'aucun préjudice psychologique n'était survenu. Son mandat d'arrêt a donc ensuite été annulé et il n'a purgé qu'un an dans la prison ouverte de Bützow.

### Travaux historiques et nouveaux romans
Par la suite, Norbert Bleisch prend le nom de famille de sa femme et publie désormais sous le nom de Norbert Leithold. Il publie plusieurs ouvrages historiques et de vulgarisation, notamment à propos de Frédéric II.
Dans son quatrième roman 2040, publié en 2007, Norbert Leithold décrit la transformation de Allemagne en une république islamique. Le livre est qualifié d'islamophobe par certains journalistes.  D'autres ont loué le langage « précis et direct » de Leithold.

## Filmographie
- 1996 : The Erectors
- 1996 : Schnee Sex Snowballs
- 1996 : Gute Schlaf Sweet Dreams